# Hermandad de los Servitas (Sevilla)
La Hermandad de los Servitas de Sevilla (España) es una cofradía cuyo nombre completo es Real, Ilustre y Venerable Hermandad de Nazarenos y Primitiva Cofradía Servita de Nuestra Señora de los Dolores, Santísimo Cristo de la Providencia, María Santísima de la Soledad y San Marcos Evangelista.

## Historia
La fundación de la Orden Tercera Servita en Sevilla tiene lugar el 16 de agosto de 1696, cuando se aprueban sus primeros estatutos, aunque su origen es anterior como se deduce del propio decreto de erección inserto en los mismos, donde se consigna como fundada nuevamente. 
Daba culto a un pequeño grupo de la Piedad fechable hacia el siglo XVI y que la hermandad conserva en una pequeña hornacina en el presbítero de su capilla. Desde 1713 se establece en su actual capilla, anexa a la parroquia de San Marcos.
El 21 de julio de 1720 se agregó a la Venerable Orden Servita, tomando el título de Venerable. En 1779 el monarca Carlos III le entrega los títulos de Real e Ilustre.
En 1971 pasa de ser Orden Tercera a Cofradía Servita, y hace su primera salida a la Catedral en 1972 solo con el paso de misterio, el de Cristo. Posteriormente, en 1981, se incorpora el paso de palio.

## La Piedad

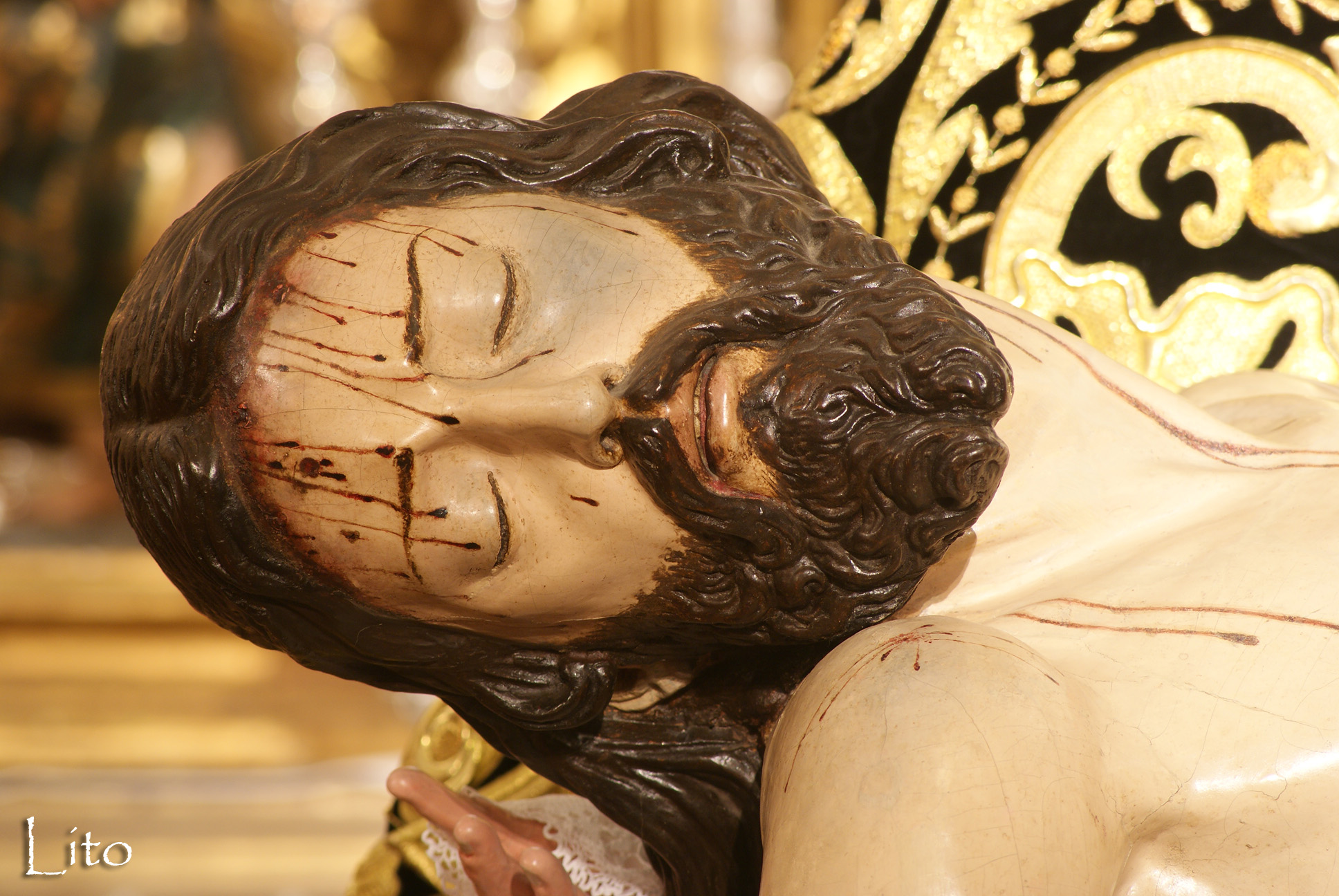
Santísimo Cristo de la Providencia

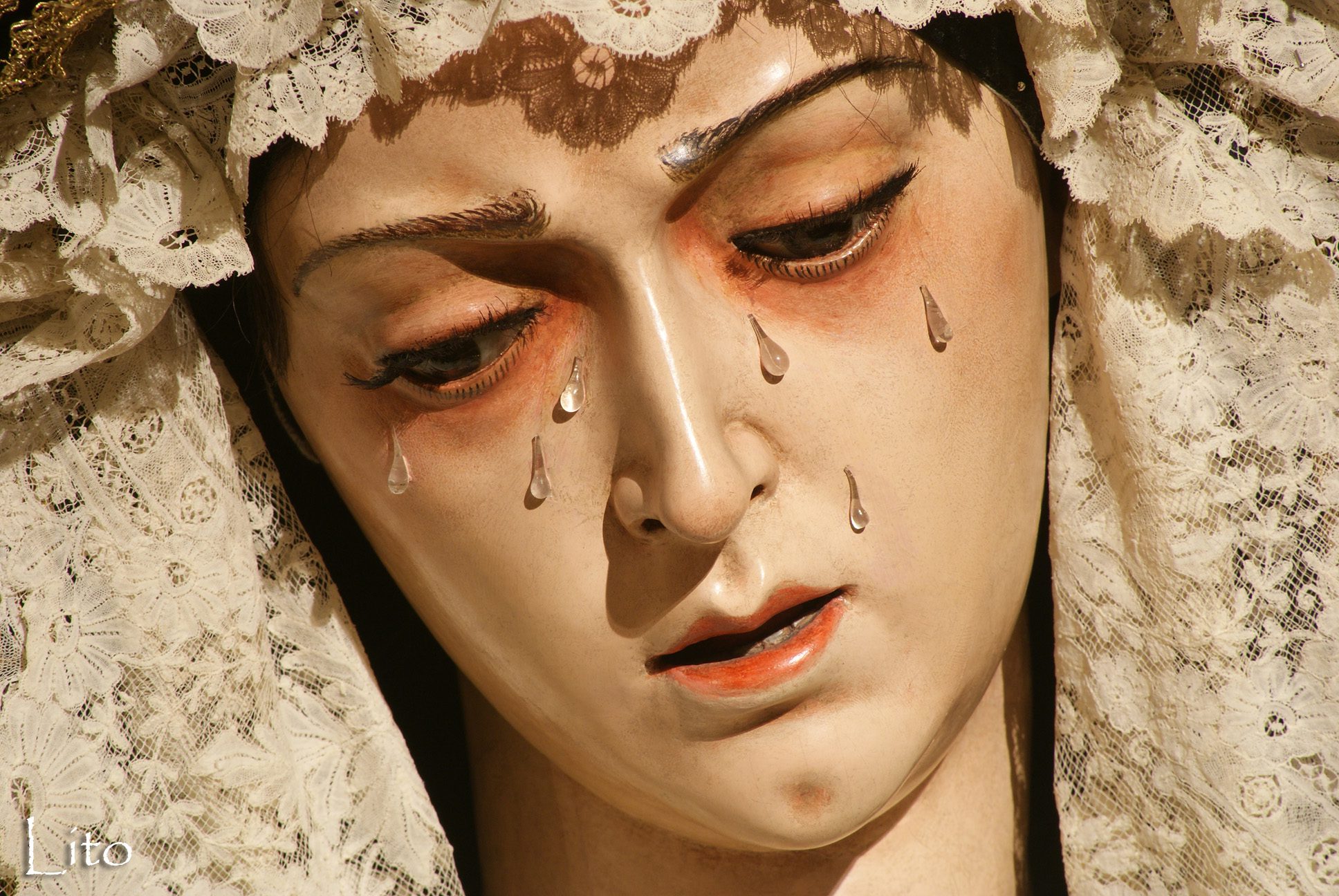
Nuestra Señora de los Dolores

En el primer paso se representa el pasaje de la Piedad, con la Virgen de los Dolores al pie de la cruz, sosteniendo en su regazo a Jesús muerto. 
Las imágenes de Jesús muerto y la Virgen de los Dolores fueron talladas en 1730 por José Montes de Oca, como parte de un conjunto en el que también figuran san Juan Evangelista y santa María Magdalena.
El paso de la piedad servita, es de madera noble, siendo iluminado por cuatro faroles plateados y con una cruz de plata y carey, diseñado por Antonio Dubé de Luque. Fue tallado en 1979. La Virgen lleva corona en oro y plata, realizada en 1998. El manto de la Virgen es de terciopelo negro, con bordados realizados por el convento de Santa Isabel, en 1975.

## Virgen de la Soledad

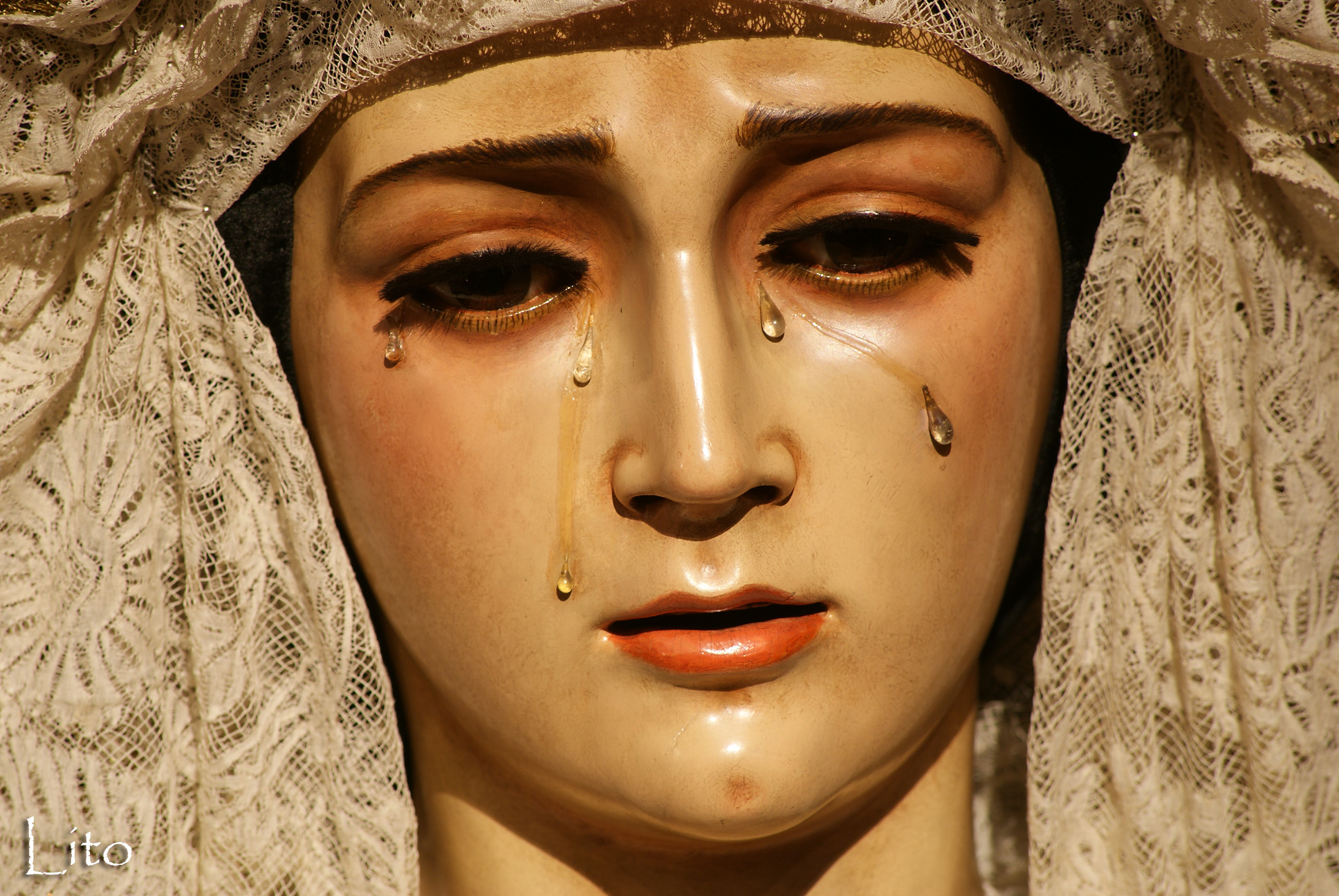
María Santísima de la Soledad

En el paso de palio, la Virgen de la Soledad bajo palio. 
La figura de la Virgen de la Soledad fue realizada por el escultor Castillo Lastrucci en 1966 y fue reformada por Antonio Dubé de Luque en 1968.
El palio tiene orfebrería plateada. La Virgen luce corona de plata dorada, con escudo en oro, realizada en 1987. El palio, en terciopelo granate, está bordado en oro. El paso lleva en la parte delantera una miniatura de la Virgen de San Lorenzo, patrona de Valladolid. La escultura es un regalo del ayuntamiento castellano-leonés.
En febrero de 2009 se estrenó un nuevo manto, elaborado en el taller de Jesús Rosado, de Écija, siguiendo el diseño del hermano Antonio Joaquín Dubé de Luque, diseñador del palio.

## Túnicas
Las túnicas están inspiradas en el hábito de la Orden Servita, con túnica de cola, antifaz y escapulario negros y correas de cuero.

## Música
La Cruz de Guía está acompañada por música de capilla (cuarteto de flauta, oboe, clarinete y fagot). Sendas bandas de música acompañan a los dos pasos de la cofradía. Actualmente las dos bandas que participan en esta procesión son la banda de música de La Soledad de Cantillana y la banda municipal de Coria del Río.
Marchas dedicadas a la hermandad:
- Servitas (Rafael Moreno Tello,1977)
- Nuestra Señora de los Siete Dolores (José Manuel Bernal Montero, 1986)
- Soledad de los Servitas (Abel Moreno Gómez, 1988)
- Siervo de tus Dolores (Fulgencio Morón Ródenas, 1989)
- Cristo de la Providencia (José Albero Francés, 1994)
- Dolores y Providencia (Francisco Pastor Bueno, 1996)
- Dulce Soledad Servita (Francisco Pastor Bueno, 1998)
- Servitas de San Marcos (José de la Vega Sánchez, 2000)
- Dolor de Madre (Manuel Rodríguez Pedrinazzi, 2001)
- Cristo de la Providencia (José de la Vega Sánchez, 2002)
- Cristo de la Providencia (Juan María Moreno Gómez, 2003)
- Soledad (David Hurtado Torres, 2004)
- Madre Dolorosa (Francisco Javier Alonso Delgado, 2004)
- Piedad Servita (Juan Antonio Barros Jódar, 2005)
- Divina Providencia (José Jesús Ciero Polvillo, 2007)
- Dolores y Providencia (Vicent Cerdà i Peris, 2010)
- El Dolor de tu Soledad (Jacinto Manuel Rojas Guisado, 2012)

## Paso por la carrera oficial
| Predecesor: El Sol | Orden de entrada en carrera oficial (Sábado Santo) 2.º lugar | Sucesor: La Trinidad |